# Jules Pasdeloup
Jules Ètienne Pasdeloup (París, França, 15 de setembre de 1819 - Fontainebleau, 13 d'agost de 1887) fou un director d'orquestra francès i fundador de Festivals Musicals.
Als deu anys entrà en el Conservatori de la seva ciutat nadiua, aconseguint el primer premi en piano el 1834. Nomenat el 1841 professor auxiliar del mateix establiment, poc temps després concebé el projecte de fer arribar al gran públic les composicions dels clàssics, que fins llavors només estava a l'abast de les classes adinerades.
Després d'alguns assajos que l'animaren a continuar en el seu intent, fundà una orquestra, composta en la seva majoria per alumnes del Conservatori, donant el primer concert en la Sala Herz, de París, el febrer de 1841. L'èxit superà les esperances de Pasdeloup, que va comprendre la necessitat de disposar d'u local més gran, i el 1861 es traslladà al Circ d'Hivern, on continuà donant els seus concerts cada vegada amb major èxit de públic que inundava les localitats del teatre.
Mercès a Pasdeloup es feren populars les grans concepcions de Bach, Beethoven i Mozart, ensems també donà conèixer moltes altres obres dels joves compositors francesos que fins llavors cultivaven molt poc el gènere simfònic degut a les dificultats de per la seva execució.
El 1860 intentà ampliar els concerts fent intervenir masses corals, però les excessives despeses d'aquesta empresa el feren desistir d'ella després d'algunes sessions. També fracassà, i per la mateixa causa, en la direcció del teatre Líric, en què, entre altres obres, representà Iphigénie en Tauride, de Gluck, i Rienzi de Wagner (1869).
Els concerts populars, que mai havia abandonat, continuaren amb pròspera vida fins que la fundació d'altres empreses semblants (entre altres les Societats de concerts Colonne i de Lamoreux) restaren ingressos a la de Pasdeloup que, finalment, tingué d'abandonar el camp als seus rivals, més joves i millors administradors que ell.